# Корез (департамент)
Корез (на френски: Corrèze) е департамент в регион Нова Аквитания, централна Франция. Образуван е през 1790 година от югоизточната част на провинция Лимузен и получава името на река Корез. Площта му е 5857 km², а населението – 243 352 души (2009). Административен център е град Тюл.